# 428 v. Chr.
Portal Geschichte | Portal Biografien | Aktuelle Ereignisse | Jahreskalender | Tagesartikel

◄ |
6. Jahrhundert v. Chr. |
5. Jahrhundert v. Chr. |
4. Jahrhundert v. Chr. |
►

◄ | 440er v. Chr. | 430er v. Chr. | 420er v. Chr. | 410er v. Chr. |
400er v. Chr. |
►

◄◄ | ◄ | 431 v. Chr. | 430 v. Chr. | 429 v. Chr. | 428 v. Chr. |
427 v. Chr. |
426 v. Chr. |
425 v. Chr. |
► |
►►

## Ereignisse

### Politik und Weltgeschehen

#### Griechenland
- Belagerung von Plataiai im Peloponnesischen Krieg. Im Winter gehen den Belagerten die Vorräte zur Neige. Sie unternehmen einen heimlichen Ausbruchsversuch in einer stürmischen, mondlosen Nacht. 200 entkommen nach Athen.
- Ende Juni: Die Stadt Mytilene auf Lesbos erhebt sich gegen die athenische Herrschaft und entsendet Boten nach Sparta, um eine Aufnahme in den in Olympia residierenden peloponnesischen Bund zu beantragen. Die Athener dirigieren daraufhin 40 Schiffe, die ursprünglich für ein Unternehmen gegen die peloponnesische Küste vorgesehen waren, um nach Lesbos und beginnen mit der Belagerung der abtrünnigen Stadt. Der spartanische Nauarch Alkidas kommandiert seinerseits 40 Schiffe der peloponnesischen Allianz, die den Mytilenern zu Hilfe eilen sollen. Der Aufstand wird jedoch nach einem Waffenstillstandsabkommen letztlich niedergeschlagen, noch ehe die peloponnesische Flotte eintrifft. Die Athener richten mehr als tausend Einwohner hin und entsenden 2700 Kleruchen, die sich im folgenden Jahr auf der Insel niederlassen.
- Trotz Aufmunterung durch die Ionier lehnt es Alkidas ab, die Athener direkt anzugreifen. Stattdessen überführt er seine Flotte zum Kyllene. Dort wird sie verstärkt und anschließend nach Korkyra geschickt, in welchem ebenfalls eine gegen Athen gerichtete Erhebung ausgebrochen ist. Die spartanischen Befehlshaber Brasidas und Alkidas besiegen daraufhin eine Flotte aus Korkyra. Als sie aber erfahren, dass 60 von Eurymedon kommandierte athenische Schiffe aus Leukas ausgelaufen sind, um die Spartaner abzufangen, ziehen sie sich wieder zurück.
- Sommer:
  - Sparta fällt unter Archidamos II. zum dritten Mal in Attika ein.
  - Athen gelingt es, 100 Schiffe in den Isthmus von Korinth und an den Peloponnes zu entsenden. Außergewöhnlicherweise befinden sich neben Theten und Metöken auch Zeugiten an Bord.
- In Athen führt Diotimos das Archontenamt (431–427 v. Chr.), Hagnon bleibt Stratege.

#### Italien
- Die griechische Kolonie Cumae fällt an die Samniten, die somit Kontrolle über die Ebene Kampaniens erlangen.
- 27. November: in Rom Beginn des Konsulats von Aulus Cornelius Cossus und Titus Quinctius Pennus Cincinnatus, der zum zweiten Mal Konsul ist.

### Kultur

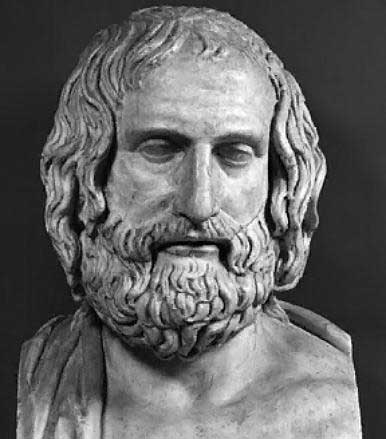
Euripides

- März/April: Euripides’ Tragödie Der bekränzte Hippolytos wird erstmals bei den Dionysien aufgeführt und gewinnt dort den ersten Preis.

### Katastrophen
- In Athen wütet weiterhin die Attische Seuche.

### Sport
- Dorieus, Sohn des Diagoras von Rhodos, gewinnt zum zweiten Mal das Pankration bei den Olympischen Spielen (88. Olympiade) und wird damit neuerlich Periodonike. Symmachos aus Messene wird Sieger im Stadionlauf.

## Geboren
- Archytas von Tarent, griechischer Philosoph, Mathematiker, Astronom, Politiker und Stratege (gestorben 347 v. Chr.)

- 428 oder 427 v. Chr.: Platon, griechischer Philosoph

## Gestorben
- Anaxagoras, griechischer vorsokratischer Philosoph (geboren um 500 v. Chr.) und Biologe der ionischen Schule, Lehrer von Archelaos von Milet, Perikles und Sokrates. In seinem Werk Über die Natur untersucht er die Entstehungsbedingungen und die Entwicklung des Universums. Er enthüllt als erster das Problem der Quadratur des Kreises.
- Phormion, athenischer Stratege.

- um 428 v. Chr.: Diogenes von Apollonia, griechischer vorsokratische Philosoph und Arzt, geboren in Apollonia am Schwarzen Meer, (* um 499 v. Chr.)